# Suspicious Minds (romanzo)
Suspicious Minds (Stranger things : suspicious minds) è un romanzo di Gwenda Bond, pubblicato nel 2019; è un prequel della serie televisiva Stranger Things.

## Trama
Verso la fine degli Anni 60, una giovane studentessa universitaria di nome Teresa “Terry” Ives decide di partecipare al progetto MKULTRA, al laboratorio di Hawkins, Indiana (la sua città). Questo progetto ha lo scopo di “espandere i confini della mente”. Inizialmente pensa di diventarne protagonista e di cambiare la società come facevano i suoi coetanei con guerre civili e manifestazioni, ma non sa che ne diventerà vittima, così come tutti coloro che partecipano e che hanno a che fare con il laboratorio.

## Edizioni
- Gwenda Bond, Stranger things : suspicious minds, collana Pandora, traduzione di Andrea Russo, Milano, Sperling & Kupfer, 2019,  p. 337, ISBN 9788820066987.